# Послідовність
Послідо́вність — функція визначена на множині натуральних чисел яка набуває значення на об'єктах довільної природи. {\displaystyle f\,:\;\mathbb {N} \,\rightarrow \,\!X}.
Записується у вигляді {\displaystyle \ \{x_{1},x_{2},\ldots ,x_{n},\ldots \}}, чи коротко {\displaystyle \ \{x_{n}\}}. Елементи {\displaystyle \ x_{1},x_{2},\ldots } називаються членами послідовності.
Можна розглядати послідовність як впорядковану (занумеровану натуральними числами) множину її членів.
В залежності від типу елементів, послідовності поділяють на числові та функціональні.
Наприклад: послідовність дійсних чисел — числова послідовність, яка набуває дійсних значень.
Варіанта — змінна, що приймає деяку послідовність значень. Термін введений Шарлем Мере. 

## Скінченна послідовність
Вище було наведено означення нескінченної послідовності. Послідовність може визначатись на скінченній підмножині натуральних чисел, тоді вона називається скінченною. Кількість членів послідовності називають довжиною послідовності.
Скінченна послідовність на відміну від нескінченної має скінченну довжину. Також для скінченних послідовностей використовується інше позначення: {\displaystyle \{x_{i}\}_{i=1}^{n}}. У цьому випадку i — лічильник, а n — кількість елементів.

## Числова послідовність
Числова́ послідо́вність  — послідовність дійсних чисел, тобто відображення, яке кожному натуральному числу n ставить у відповідність дійсне число {\displaystyle x_{n}}. Число {\displaystyle x_{n}} називають елементом або членом послідовності.
Послідовною називають функцію, яка задана на множині всіх або перших n натуральних чисел.
Числа, які утворюють послідовність називають членами послідовності.
Якщо послідовність має скінченне число членів, то її називають скінченною послідовністю.
Якщо послідовність має нескінченне число членів, то її називають нескінченною послідовністю, а у записі це показують трьома крапками після останнього записаного члена послідовності.
У загальному випадку члени послідовності, як правило, позначають малими буквами з індексами внизу. Кожний індекс вказує порядковий номер члена послідовності.
Щоб задати послідовність, потрібно вказати спосіб, за допомогою якого можна знайти будь-який його член.
1. Послідовність можна задати описом знаходження її членів.
2. Скінченну послідовність можна задати переліком її членів.
3. Послідовність можна задати таблицею, у якій навпроти кожного члена послідовності вказують його порядковий номер.
4. Послідовність можна задати формулою, за якою можна знайти будь-який член послідовності, знаючи його номер.
5. Спочатку вказати перший або кілька перших членів послідовності, а потім — умову, за якою можна визначити будь-який член послідовності за попереднім. Такий спосіб задання послідовності називають рекурентним. Іншими словами, для таких послідовностей окрім формули, яка виражає {\displaystyle a_{n+1}} через {\displaystyle a_{1},...,a_{n},} необхідно вказати один або декілька перших членів. За обчислення таких членів відбувається «повернення назад». Найпростішими випадками є арифметична прогресія й геометрична прогресія.

### Нескінченно мала послідовність
Послідовність {{\displaystyle x_{n}}}називається нескінченно малою, якщо для будь-якого додатнього числа ε, можна вказати таке натуральне число N, що при n≥N, всі елементи {{\displaystyle x_{n}}} задовольняють нерівність |{\displaystyle x_{n}}|<ε
Чим більший знаменник додатного дробу, тим менше значення цього дробу. За достатньо великого значення знаменника дріб стає наскілько завгодно малим, наприклад, якщо {\displaystyle n>1\,000\,000,} то {\displaystyle {\frac {1}{n}}<0,000\,001.} З цього слідує, що якщо {\displaystyle \lim _{n\to \infty }a_{n}=\infty ,} то послідовність {\displaystyle {\frac {1}{a_{n}}}} є нескінченно малою. Це значить, що яке б додатне число {\displaystyle \varepsilon } не було обраним, знайдеться номер {\displaystyle N,} починаючи з якого виконується нерівність {\displaystyle {\frac {1}{a_{n}}}<\varepsilon .} Якщо не враховувати, що члени посліовності додатні, доведеться писати {\displaystyle |{\frac {1}{a_{n}}}|<\varepsilon .}
Більш загально, якщо послідовність {\displaystyle a_{1},...,a_{n},...} нескінченно велика, то послідовність {\displaystyle {\frac {1}{a_{1}}},...{\frac {1}{a_{n}}},...} нескінченно мала. Навпаки, якщо {\displaystyle \alpha _{1},...,\alpha _{n},...} — нескінченно мала послідовність, то послідовність {\displaystyle {\frac {1}{\alpha _{1}}},...{\frac {1}{\alpha _{n}}},...} нескінченно велика (зрозуміло, що усі {\displaystyle \alpha _{n}} є відмінними від нуля).
Наприклад, послідовність {\displaystyle 1,-{\frac {1}{2}},{\frac {1}{3}},-{\frac {1}{4}},...} нескінченно мала, оскільки послідовність {\displaystyle 1,-2,3,-4,...} нескінченно велика.

#### Основні властивості нескінченно малих послідовностей
1. Сума двох нескінченно малих послідовностей є нескінченно мала послідовність.
2. Різниця двох нескінченно малих послідовностей є нескінченно мала послідовність.
3. Добуток двох нескінченно малих послідовностей є нескінченно мала послідовність.
4. Добуток нескінченно малої послідовності на дійсне число є нескінченно мала послідовність.
5. Якщо всі елементи нескінченно малої послідовності рівні певному числу c, то це число рівне нулю. (c=0)
6. Якщо елементи {{\displaystyle x_{n}}} нескінченно великої послідовності відмінні від нуля, то послідовність {{\displaystyle {\frac {1}{x_{n}}}}} є нескінченно малою.

Щоб доказати, що задана послідовність нескінченно мала, можна користатися наступними теоремами:
1. Якщо послідовності {\displaystyle (a_{n})} та {\displaystyle (b_{n})} нескінченно малі, то їх сума {\displaystyle (a_{n}+b_{n})} нескінченно мала.
2. Якщо послідовність {\displaystyle (a_{n})} нескінченно мала, а послідовність {\displaystyle (\alpha _{n})} обмежена, то послідовність {\displaystyle (a_{n}\alpha _{n})} нескінченно мала. Зокрема, нескінченно малий добуток двох нескінченно малих послідовностей.

### Нескінченно велика послідовність
Послідовність {\displaystyle \{x_{n}\}} називається нескінченно великою, якщо для будь-якого додатнього числа A, знайдеться натуральне число N, що для n≥N, всі елементи {\displaystyle \{x_{n}\}} будуть задовольняти нерівність {\displaystyle |x_{n}|>A}

### Границя послідовності
Послідовність із спільним членом {\displaystyle a_{n}={\frac {n^{2}+9}{n^{2}+4}}} не є нескінченно малою. Але її спільний член можна записати як {\displaystyle a_{n}=1+{\frac {5}{n^{2}+4}},} тобто у вигляді суми числа 1 й нескінченно малої послідовності ({\displaystyle {\frac {5}{n^{2}+4}}}). Тому за достатньо великих значень номера {\displaystyle |{\frac {5}{n^{2}+4}}|} стає дуже малим, а це значить що члени послідовності стають майже невідмінними від 1. У цьому випадку говорять про границю послідовності, яка дорівнює 1, та пишуть {\displaystyle \lim _{n\to \infty }{\frac {n^{2}+9}{n^{2}+4}}=1.}
З властивостей нескінченно малих послідовностей випливають наступні властивості границь:
1. Якщо {\displaystyle \lim _{n\to \infty }a_{n}=a} та {\displaystyle \lim _{n\to \infty }b_{n}=b,} то {\displaystyle \lim _{n\to \infty }(a_{n}+b_{n})=a+b} та {\displaystyle \lim _{n\to \infty }a_{n}b_{n}=ab.}
2. Якщо {\displaystyle \lim _{n\to \infty }a_{n}=a,\,\,\,}{\displaystyle \lim _{n\to \infty }b_{n}=b}, причому {\displaystyle b\neq 0} та усі {\displaystyle b_{n}\neq 0,} то {\displaystyle \lim _{n\to \infty }{\frac {a_{n}}{b_{n}}}={\frac {a}{b}}.}
3. Якщо послідовність {\displaystyle (a_{n})} стала, тобто усі її члени дорівнюють одному і тому самому числу, {\displaystyle a_{n}=C,} то й {\displaystyle \lim _{n\to \infty }a_{n}=C.}
4. Якщо спільний член послідовності є дробом, у чисельнику й знаменнику якого стоять поліноми від {\displaystyle n,} які мають одий й той самий степінь, то границя цієї послідовності дорівнює відношенню коефіцієнтів при старших членах: {\displaystyle \lim _{n\to \infty }{\frac {a_{0}n^{k}+...+a_{k}}{b_{0}n^{k}+...+b_{k}}}={\frac {a_{0}}{b_{0}}}.} Наприклад, {\displaystyle \lim _{n\to \infty }{\frac {4n^{3}-6n+1}{8n^{3}+5n^{2}+9}}={\frac {4}{8}}={\frac {1}{2}}.}

### Приклади
- Натуральні парні числа (2,4,6,8,10,12,14,…). Функція, яка задає послідовність {\displaystyle a_{n}=2n}. Рекурсивне визначення — {\displaystyle a_{n}=a_{n-1}+2,a_{1}=2}.
- Послідовність Фібоначчі — (1,1,2,3,5,8,13,21,34,…). Рекурсивне визначення — {\displaystyle a_{n}=a_{n-1}+a_{n-2},a_{1}=1,a_{2}=1}.
- Енциклопедія послідовностей цілих чисел

## Розбиття
Із послідовністю пов'язане поняття розбиття. Розбиття — довільна (скінченна або нескінченна) послідовність
{\displaystyle \lambda =(\lambda _{1},\lambda _{2},...,\lambda _{r},...)}
цілих невід'ємних чисел, розташованих у порядку (несуворого) спадання, тобто
{\displaystyle \lambda _{1}\geq \lambda _{2}\geq ...\geq \lambda _{r}\geq ...,}
й яка містить лише скінченне число ненульових членів. Можна не відрізняти послідовності, які відрізняються лише ланцюгом нулів у кінці. Наприклад, можна розглядати {\displaystyle (1,2),\,(1,2,0),\,(1,2,0,0,...)} як одне й те саме розбиття.
Ненульові члени розбиття називаються частинами розбиття {\displaystyle \lambda .} Число усіх частин називається його довжиною й позначається {\displaystyle \mathrm {card} (\lambda ),} а сума усіх частин називається його вагою й позначається як {\displaystyle |\lambda |:}
{\displaystyle |\lambda |=\lambda _{1}+\lambda _{2}+...}
Якщо {\displaystyle |\lambda |=n,} то {\displaystyle \lambda } — розбиття числа {\displaystyle n.} Множина усіх розбиттів числа {\displaystyle n} позначається {\displaystyle P_{n}.}
Можна використовувати позначення, яке вказує, скільки разів кожне число входить до даного розбиття як частина:
запис {\displaystyle \lambda (1^{m_{1}}2^{m_{2}}...r^{m_{r}}...)}значить, що у точності {\displaystyle m_{i}} частин розбиття {\displaystyle \lambda } дорівнюють {\displaystyle i.} Число
{\displaystyle m_{i}=m_{i}(\lambda )=\mathrm {card} \{j:\lambda _{j}=i\}}
називається кратністю числа {\displaystyle i} у розбитті {\displaystyle \lambda }.
Послідовність може визначатись на скінченній підмножині натуральних чисел, тоді вона називається скінченною. Кількість членів послідовності називають довжиною послідовності.
Скінченна послідовність на відміну від нескінченної має скінченну довжину. Також для скінченних послідовностей використовується інше позначення: {\displaystyle \{x_{i}\}_{i=1}^{n}}. У цьому випадку i — лічильник, а n — кількість елементів.
Нехай {\displaystyle L_{n}} — лексикографічне впорядкування множини {\displaystyle P_{n}} розбиттів числа {\displaystyle n.} {\displaystyle L_{n}} є підмножиною {\displaystyle P_{n}\times P_{n},} яка складається з таких пар {\displaystyle (\lambda ,\mu ),} що або {\displaystyle \lambda =\mu ,} або перша не перетворювана на 0 різниця {\displaystyle \lambda _{i}-\mu _{i}} є додатною. Це лінійне впорядкування. Наприклад, за {\displaystyle n=5} впорядкування {\displaystyle L_{n}} розташовує елементи {\displaystyle P_{5}} у послідовність
{\displaystyle (5),\quad (41),\quad (32),\quad (31^{2}),\quad (2^{2}1),\quad (21^{3}),\quad (1).}
Нехай даний цілочисельний вектор {\displaystyle a=(a_{1},...,a_{n})\in \mathbb {Z} ^{n}.} Симетрична група {\displaystyle S_{n}} діє на {\displaystyle \mathbb {Z} ^{n}} перестановками координат, і множина
{\displaystyle P_{n}=\{b\in \mathbb {Z} ^{n}:\,b_{1}\geq b_{2}\geq ...\geq b_{n}\}}
є фундаментальною областю для цієї дії, тобто {\displaystyle S_{n}}-орбіта кожного {\displaystyle a\in \mathbb {Z} ^{n}} перетинає {\displaystyle P_{n}} у точці {\displaystyle a^{+}.} Таким чином, {\displaystyle a^{+}} отримується, якщо розташувати {\displaystyle a_{1},...,a_{n}} у порядку спадання. Для {\displaystyle a,b\in \mathbb {Z} ^{n}} відношення {\displaystyle a\geq b} значить, як і вище, що
{\displaystyle a_{1}+...+a_{i}\geq b_{1}+...+b_{i}\quad (1\leq i\leq n).}
{\displaystyle \Box }Нехай {\displaystyle a\in \mathbb {Z} ^{n},} тоді
{\displaystyle a\in P_{n}\Leftrightarrow a\geq wa\quad \forall wa\in S_{n}.}
Доказ. Нехай {\displaystyle a\in P_{n},} тобто {\displaystyle a_{1}\geq ...\geq a_{n}.} Якщо {\displaystyle wa=b,} то {\displaystyle (b_{1},...,b_{n})} є перестановкою послідовності {\displaystyle (a_{1},...,a_{n})} та, значить,
{\displaystyle a_{1}+...+a_{i}\geq b_{1}+...+b_{i}\quad (1\leq i\leq n),}
тому {\displaystyle a\geq b.}
Навпаки, якщо {\displaystyle a\geq wa\,\,\,\forall w\in S_{n},} то
{\displaystyle (a_{1},...,a_{n})\geq (a_{1},...,a_{i-1},a_{i+1},a_{i},a_{i+2},...,a_{n})}за {\displaystyle 1\leq i\leq n-1,} звідки слідує, що
{\displaystyle a_{i}+...+a_{i-1}+a_{i}\geq a_{1}+...a_{i-1}+a_{i+1},}
тобто {\displaystyle a_{i}\geq a_{i+1}.} Тому {\displaystyle a\in P_{n}.\quad \blacksquare }
Для кожної пари чисел {\displaystyle i,j} таких, що {\displaystyle 1\leq i<j\leq n,} визначається відображення {\displaystyle R_{ij}:\mathbb {Z} ^{n}\rightarrow \mathbb {R} ^{n}}, яке задається формулою:
{\displaystyle R_{ij}(a)=(a_{1},...,a_{i}+1,...,a_{j}-1,...,a_{n}).}
Будь-який добуток виду {\displaystyle \prod _{i<j}R_{ij}^{r_{ij}}} називається підвищуючим оператором. Наприклад, нехай {\displaystyle a\in \mathbb {Z} ^{n},} a {\displaystyle R} — підвищуючий оператор . Тоді {\displaystyle Ra\geq a.} Якщо вважати, що {\displaystyle R=R_{ij},} то це очевидно.
Та навпаки, нехай {\displaystyle a,b\in \mathbb {Z} ^{n}} такі, що {\displaystyle a\leq b} та {\displaystyle a_{1}+...+a_{n}=b_{1}+...+b_{n}.} Тоді знайдеться підвищуючий оператор такий, що {\displaystyle b=Ra.} У цьому випадку можна узяти
{\displaystyle R=\prod _{k=1}^{n-1}R_{k,k+1}^{r_{k}},} де {\displaystyle r_{k}=\sum _{i=1}^{k}(b_{i}-a_{i})\geq 0.}
 При вивченні розбиттів їх можна наочно представляти у вигляді дошки (діаграми, графа) Ферре або табла Юнга.